# Hyphessobrycon scutulatus
Hyphessobrycon scutulatus é uma espécie de peixe da família dos caracídeos e da ordem dos caraciformes. Os machos podem alcançar 3,5 cm de comprimento. Possuem 37-38 vértebras. Vivem em áreas de clima tropical, na América do Sul, mais especificamente, no rio Tapajós, no Brasil.